# Rolling Stone
Rolling Stone – amerykańskie czasopismo założone w 1967 w San Francisco przez Janna Wennera i Ralpha J. Gleasona, jako organ ideowy kultury, a przede wszystkim muzyki hippisowskiej.

## Historia i profil
Nazwa czasopisma pochodzi od tytułu piosenki Boba Dylana „Like a Rolling Stone” – manifestu ideowego hippisów, który odnosi się do angielskiego przysłowia „A rolling stone gathers no moss” (Toczący się kamień nie porasta mchem). Na okładce pierwszego numeru magazynu z 9 listopada 1967 znalazł się fotos Johna Lennona z planu zdjęciowego filmu How I Won the War.
Po wielkiej popularności w latach 60. i 70., lata 80. przyniosły redakcji czasopisma okres niesławy poprzez narkotykowe eksperymenty niektórych dziennikarzy, instytucjonalizację i coraz większą komercjalizację. Te ostatnie pogłębiła jeszcze bardziej przeprowadzka tytułu do Nowego Jorku, w celu zbliżenia się do potencjalnych reklamodawców. Po 2000 utrata źródeł finansowania, jak i malejąca popularność, zmusiły wydawców do zmiany orientacji na coraz młodszego odbiorcę, skupiając się na tematyce związanej z seksem. Mimo to „Rolling Stone” po dziś dzień uważany jest za sztandarowy przykład „pisma kultowego”, dyktującego trendy i wyznaczającego nowe kierunki w muzyce, filmie, modzie itd.
Największym magnesem przyciągającym potencjalnego czytelnika do lektury periodyku – oprócz zamieszczonych w nim artykułów – są nieszablonowe okładki czy sesje zdjęciowe. To właśnie zdjęcia gwiazd z okładek „Rolling Stone’a” wywoływały na świecie oburzenie, szok, ale także i podziw. Sensację wywołały m.in. zdjęcia Afroamerykanki Janet Jackson, której piersi zasłonięte są przez dłonie białego mężczyzny, Madonny „rozkładającej nogi” na antycznym krześle czy nagrodzone w 2005 tytułem „najlepszej okładki wszech czasów” – zdjęcie nagiego Johna Lennona obejmującego ubraną w czarną bluzkę i dżinsy Yōko Ono.
We wrześniu 2017 magazyn został wystawiony na sprzedaż przez spółkę Wenner Media należącą do założycieli tytułu. Nabywcą została pod koniec roku firma Penske Media. W 2018 wydawca podjął decyzję o zmianie częstotliwości ukazywania się od lipca 2018 na cykl miesięczny zamiast dwutygodniowego.

## Rankingi

### Lista 500 albumów wszech czasów
W listopadzie 2003 magazyn opublikował listę 500 albumów wszech czasów, ustaloną na podstawie wyboru dokonanego przez 273 muzyków i krytyków muzycznych.

### Lista 500 utworów wszech czasów
W listopadzie 2004 na łamach magazynu opublikowano listę 500 najlepszych piosenek wszech czasów. Listę przygotowano zgodnie z głosami 172 muzyków i krytyków muzycznych.

### Lista 100 najlepszych gitarzystów wszech czasów
W 2003 magazyn opublikował listę 100 najlepszych gitarzystów wszech czasów. Na liście znalazły się tylko dwie kobiety, co spotkało się z odpowiedzią magazynu Venus Zine w postaci listy najlepszych gitarzystek wszech czasów.